# Epulone (Eneide)
Epulone (lat. Epulo) è un personaggio dell'Eneide di Virgilio.
Epulone viene menzionato nel poema come un guerriero rutulo partecipante al conflitto scoppiato tra italici e troiani. Muore decapitato da Acate, lo scudiero di Enea.
 " ... ferit ense gravem Tymbraeus Osirin 

Arcetium Mnestheus; Epulonem obtruncat Achates, 

Ufentemque Gyas; cadit ipse Tolumnius augur " 
(Virgilio, Eneide, libro XII)
 " Timbreo ferisce di spada il colossale Osiri,

Mnesteo ferisce Arcezio, Acate decapita Epulone,

e Gia Ufente; anche Tolumnio l'augure stramazza al suolo " 
(traduzione di Francesco Della Corte)